# Echinolittorina mespillum
Echinolittorina mespillum is een slakkensoort uit de familie van de Littorinidae. De wetenschappelijke naam van de soort is voor het eerst geldig gepubliceerd in 1824 door Mühlfeld.